# Girocleta
Girocleta es el nombre que recibe el servicio de bicicletas públicas de la ciudad de Gerona, Cataluña, que quiere fomentar el ciclismo urbano.
El nombre fue elegido por votación popular; Girocleta consiguió 301 votos, tres más que la segunda opción: Girobici. Otras propuestas menos votadas fueron Bicia't, Girobike o Biging. El servicio empezó a funcionar el 25 de setiembre de 2009 con ocho estaciones repartidas por la ciudad (con un total de doscientos aparcamientos) i 160 bicicletas. Inicialmente, el horario de servicio era de las 06:00 de la mañana a la 01:00 de la madrugada y fuera de este horario, los usuarios solo podían devolver bicicletas. El 2014 el servicio quedaba deficitario y el consistorio buscaba patrocinadores para reducir el déficit. A finales de 2015 el servicio tenía 1.860 usuarios y a principios del 2017 tenía 2.320, llegando a los 2.780 usuarios y 19 estaciones a finales de 2017. El 2018 el inicio del servicio se avanzó media hora, empezando a las 05:30 de la mañana, terminando a la 01:00 de la madrugada. El febrero de 2020, aprovechando las barraques de invierno, se llevó a cabo una prueba piloto en la que los días 27, 28 y 29 de febrero los usuarios que estaban abonados de forma anual podían alquilar las bicicletas las 24 horas del día. Del 16 de setiembre al 31 de diciembre del 2021 también se hicieron pruebas en que el horario para los usuarios abonados anualmente era de 24 horas. Finalmente, a mediados de diciembre del 2021, viendo los buenos resultados de las pruebas, el Ayuntamiento de Gerona decidió mantener el servicio de Girocleta 24 horas 365 días, pero únicamente para los abonados anualmente. El noviembre de 2023 el servicio contaba con un total de 29 estaciones operativas y con datos del 1 de julio del mismo año había 4.002 usuarios, 425 más que en la misma fecha del año 2022.

## Estaciones
A finales de 2023 había veintinueve estaciones. Con la llegada de los nuevos equipos de gobierno a los ayuntamientos de Gerona, Salt y Sarriá ha vuelto el interés de implementar la Girocleta a los municipios vecinos. Las obras de la plaza Vila de Salt para la mejora de la rotonda y la creación de 1,7 km de carril bici hasta Vilablareix, podrían llevar la Girocleta también a este municipio.
Número de estaciones:
1. Biblioteca Antònia Adroher
2. Ramon Folch
3. Plaça de Catalunya
4. RENFE - Estació d'Autobusos
5. Pont del Dimoni
6. Emili Grahit
7. Plaça Pere Calders
8. Biblioteca Ernest Lluch
9. Miquel de Palol
10. Avda. Pericot 21
11. Marquès de Camps
12. Fontajau
13. Can Ninetes
14. Plaça del Barco
15. Plaça Europa
16. Ramon Berenguer
17. Vista Alegre
18. Riu Freser/St. Isidre
19. Eixample
20. Sant Ponç
21. Pont Major
22. Santa Eugènia
23. Pedret
24. Ctra. Taialà
25. C/ Antoni Gaudí
26. C/ Riu Terri - Migdia
27. Avda. Pericot 48
28. Passeig Olot 53
29. Mercat del Lleó